# Manuel Belletti
Manuel Belletti (Cesena, 1985. október 14. –) olasz profi kerékpáros. Jelenleg az olasz Androni Giocattoli-Sidermec csapatnál versenyez.

## Eredményei
| 2007 1. - Trofeo Banca Popolare di Vicenza 2. - Trofeo Alcide Degasperi 2008 1., 1. szakasz - Clasico Banfoandes 2009 2. - GP de Fourmies 2. - Giro della Toscana 3. - Giro del Friuli 2010 1., 13. szakasz - Giro d’Italia 1. - Coppa Bernocchi 2. - GP Citta di Modena - Viviana Manservisi 3. - Memorial Marco Pantani | 2011 1., 3. szakasz - Giro della Provincia di Reggio Calabria 1., 3a szakasz - Settimana Coppi e Bartali 1., 3. szakasz - Presidential Tour of Turkey 1., 3. szakasz - Brixia Tour 2. - Coppa Bernocchi 2. - GP Beghelli 3. - GP Industria e Commercio Artigianato Carnaghese 6. - GP Industria & Commercio di Prato 7. - GP Costa degli Etruschi 2012 1., 4. szakasz - Route du Sud 5. - Scheldeprijs 5. - Párizs-Brüsszel 6. - GP Beghelli 7. - GP Costa degli Etruschi 8. - Vattenfall Cyclassics |

## Grand Tour eredményei
| Grand Tour | 2010    | 2011    | 2012    | 2013 |
| ---------- | ------- | ------- | ------- | ---- |
| Giro       | feladta | feladta | feladta | 144  |
| Tour       | -       | -       | -       | -    |
| Vuelta     | -       | -       | -       | -    |